# Hippalectryon

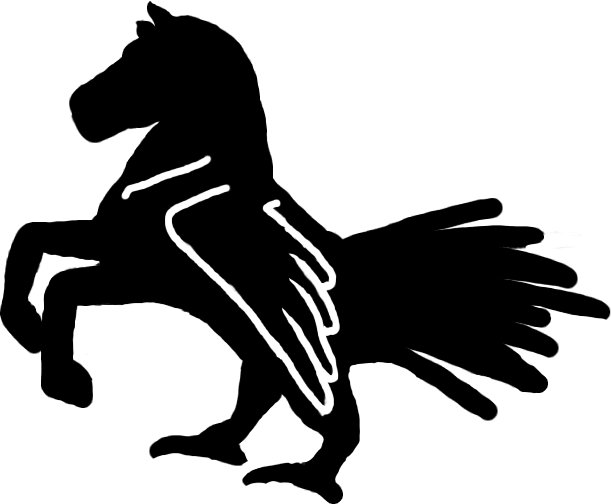
Hippalectryon

L'hippalectryon és una criatura de la mitologia grega que és meitat cavall i meitat gall i apareix com a motiu gràfic en diverses ceràmiques de l'època arcaica, així com en una obra d'Aristòfanes. La part superior és un cavall i la inferior de gall, de manera que mostra potes, cua i ales de gall en un cos equí. A diferència d'altres híbrids, es coneix poc dels mites associats a aquesta criatura, que podria funcionar com amulet protector, ja que el gall en ser un símbol solar espanta els mals associats a la nit i la foscor. Podria tractar-se també d'una versió primitiva de Pegàs, el cavall alat, però aquesta correspondència no ha estat demostrada.